# لوته یاکوبی
لوت جاکوبی (انگلیسی: Lotte Jacobi؛ ۱۷ اوت ۱۸۹۶ – ۶ مهٔ ۱۹۹۰) یک عکاس اهل آلمان بود.